# Брёмсебруский мир

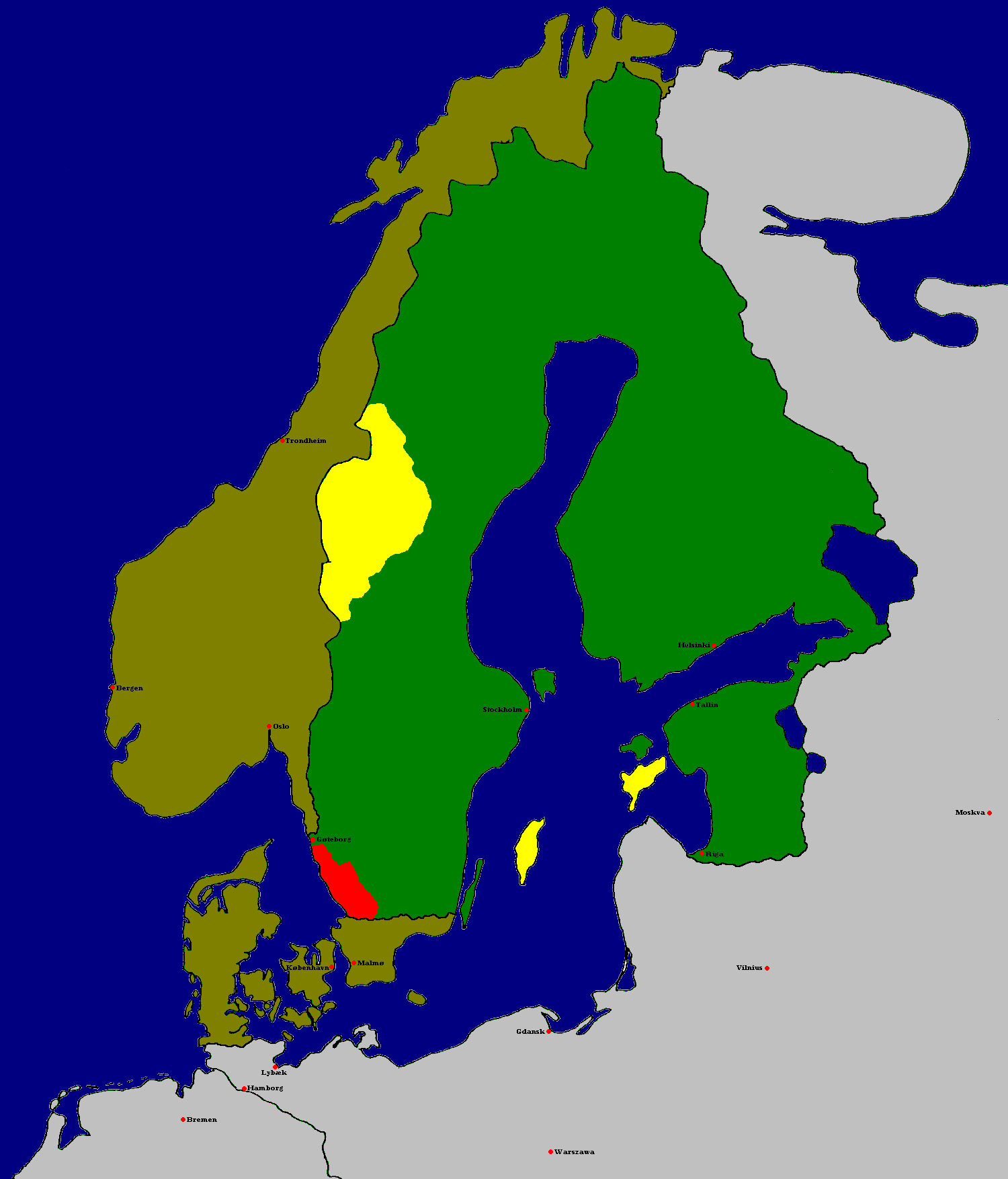
Территориальные изменения по миру в Брёмсебру. Коричневым цветом показана Дания, зелёным — Швеция, жёлтым — территории, отошедшие к Швеции, красным — провинция Халланд, переданная Швеции сроком на 30 лет.

Мир в Брёмсебру — мирный договор, подписанный 13 августа 1645 год между королевством Швеция и Датско-норвежским королевством при содействии Франции в деревушке Брёмсебру, на границе провинций Блекинге и Смоланд. Данный договор положил конец датско-шведской войне, являвшейся частью Тридцатилетней войны.

## Место подписания
Восточная граница между датской провинцией Блекинге и шведской провинцией Силенд проходит по ручью Бремсебек. В этом ручье находится островок, который был соединен мостами с берегами рек Дании и Швеции. На острове был установлен камень, который должен был точно обозначать границу между двумя странами. У этого камня делегаты встретились, чтобы обменяться приветствиями и, в конце переговоров, подписать документы. Датская делегация остановилась в Кристианопеле, в то время как шведская сторона разместилась в Седерокре.

## Делегации
Самым высокопоставленным представителем Швеции был лорд-верховный канцлер Аксель Оксеншерна. Его сопровождал, среди прочих, Йохан Скайтте, который скончался во время переговоров и был заменен Тру Спейром.
Корфиц Ульфельдт и канцлер Кристен Томесен Сехестед были главными переговорщиками датской делегации.
Французский дипломат Гаспар Куанье де ла Тюильри был главным посредником, а наблюдатели от Ганзейского союза, Португалии, Штральзунда и Мекленбурга следили за ходом переговоров.

## Условия
- Дания уступила Швеции острова Готланд и Эзель и также две провинции на норвежской границе: Емтланд и Херьедален.
- Датский наследник престола Фредерик, бывший администратором епископств Ферден (нем.) и Бремена, должен был уйти в отставку как глава этих территорий, уже оккупированных шведами (по Вестфальскому миру эти земли Империи вошли в состав Швеции).
- Шведские суда были освобождены от таможенных пошлин при прохождении через пролив Зунд.

Гарантией этих договоренностей была передача Швеции сроком на 30 лет провинции Халланд. Кроме того, страны пришли к соглашению в некоторых вопросах морского церемониала: о числе выстрелов при салютах, о спуске флага и парусов при прохождении мимо судов, крепостей и т. п.
За этим договором должен был последовать Роскилльский мирный договор 1658 года, который вынудил Данию и Норвегию пойти на дальнейшие уступки.